# Hospital Infantil Bustamante
El Hospital Infantil Bustamante (en inglés: Bustamante Hospital for Children) es un hospital de niños en Kingston, Jamaica, situado en Arthur Wint Drive en el distrito 5 de la ciudad de Kingston, cerca del estadio del parque de la Independencia Nacional y la estatua de Bob Marley. El Hospital Infantil Bustamante fue establecido en 1963 y atiende a aproximadamente 35 887 pacientes ambulatorios y 70 331 víctimas al año. Tiene 283 camas incluyendo 5 camas de UCI. Era un antiguo hospital militar británico, pero se transformó en un hospital de niños después de la salida de los británicos en 1962 y fue llamado así en honor del entonces primer ministro, Sir Alexander Bustamante.